# Барон Сомерлейтон

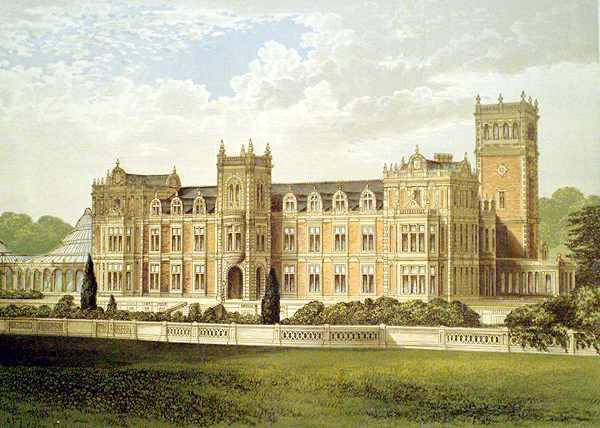
Сомерлейтон-Холл, 1880 год, резиденция семьи Кроссли

Барон Сомерлейтон из Сомерлейтона в графстве Саффолк — наследственный титул в системе Пэрства Соединенного Королевства. Он был создан 26 июня 1916 года для либерального-юнионистского политика сэра Сэвила Кроссли, 2-го баронета (1857—1935). Он заседал в Палате общин Великобритании от Лоустофта (1885—1892) и Галифакса (1900—1906), а также занимал должности генерального казначея (1902—1905) и лорда в ожидании (1918—1924).
По состоянию на 2024 год носителем титулов являлся его правнук, Хью Фрэнсис Сэвил Кроссли, 4-й барон Сомерлейтон (род. 1971), который стал преемником своего отца в 2012 году.
Сэвил Уильям Фрэнсис Кроссли, 3-й барон Сомерлейтон, занимал посты лорда в ожидании (1979—1992) и шталмейстера с 1991 по 1998 год и стал кавалером Большого креста Королевского Викторианского ордена в 1998 году.
Титул баронета Кроссли из Галифакса в графстве Йоркшир (Баронетство Соединенного Королевства) был создан 23 января 1863 года для отца первого барона, производителя ковров, филантропа и либерального политика, Фрэнсиса Кроссли (1817—1872). Он был депутатом Палаты общин от Галифакса (1852—1859), Западного Йоркшира (1859—1865) и Северо-Западного Йоркшира (1865—1872).
Семейная резиденция — Сомерлейтон-Холл в Сомерлейтоне в графстве Саффолк.

## Баронеты Кроссли из Галифакса (1863)
- 1863—1872: Сэр Фрэнсис Кроссли, 1-й баронет (26 октября 1817 — 5 января 1872), сын Джона Кроссли (1772—1837)[1];
- 1872—1935: Сэр Сэвил Бринтон Кроссли, 2-й баронет (14 июня 1857 — 25 февраля 1935), единственный сын предыдущего, барон Сомерлейтон с 1916 года[2].

## Бароны Сомерлейтон (1916)
- 1916—1935: Сэвил Бринтон Кроссли, 1-й барон Сомерлейтон (14 июня 1857 — 25 февраля 1935), единственный сын сэра Фрэнсиса Кроссли, 1-го баронета[2];
- 1935—1959: Фрэнсис Сэвил Кроссли, 2-й барон Сомерлейтон (1 июня 1889 — 15 июля 1959), старший сын предыдущего[3];
- 1959—2012: Сэвил Уильям Фрэнсис Кроссли, 3-й барон Сомерлейтон (17 сентября 1928 — 24 января 2012), старший сын предыдущего[4];
- 2012 — настоящее время: Хью Фрэнсис Сэвил Кроссли, 4-й барон Сомерлейтон (род. 27 сентября 1971), единственный сын предыдущего[5];
  - Наследник титула: достопочтенный Джон Кроссли (род. февраль 2010), единственный сын предыдущего[6].